# Попільнянський ліцей
Попільнянський ліцей Попільнянської селищної ради Житомирської області — навчальний заклад повної середньої освіти, розташований у смт. Попільня Житомирської області.

## Історія Попільнянського ліцею
Першу світську 4 річну школу у селищі засновано 1924 року, до того діти навчались у церковно-приходській школі. По мірі розбудови селища зростала потреба в отриманні освіти. 1934 року школа стала 7 річною, також було збудовано нове приміщення. 
Під час Другої світової війни у приміщенні школи розміщувались стайня, військова майстерня та госпіталь німецьких військових. Навесні 1944 року по закінченні військових дій на тутешніх територіях відновилося навчання. 1952 року відкрито середню школу, що нараховувала 55 вчителів та 720 учнів.
У 1977-1978 роках тривало будівництво сучасного приміщення школи за проєктом Житомирського філіалу інституту «Гідроцивілпромбуд». Приміщення школи розраховане на 1500 учнів. Кошторис будівництва складав 1 млн.29 тис. карбованців. У будівництві брали участь робітники пересувної механізованої колони № 62, суміжні організації, студентські будівельні загони та жителі селища та села. У 1978-1979 навчальному році у школі навчалося 1176 учнів.
У 2007 році Попільнянській середньо освітній школі I-III ступеню було офіційно надано ступінь гімназії.
4 жовтня 2016 року був змінений директор Кравчук Віктор Дмитрович, який обіймав цю посаду більше 10 років, новим директором став Шуляр Валерій Михайлович.
13 листопада 2018 року Попільнянську гімназію №1 було перейменовано у Попільнянський ліцей.

### Віктор Ющенко у Попільнянській гімназії

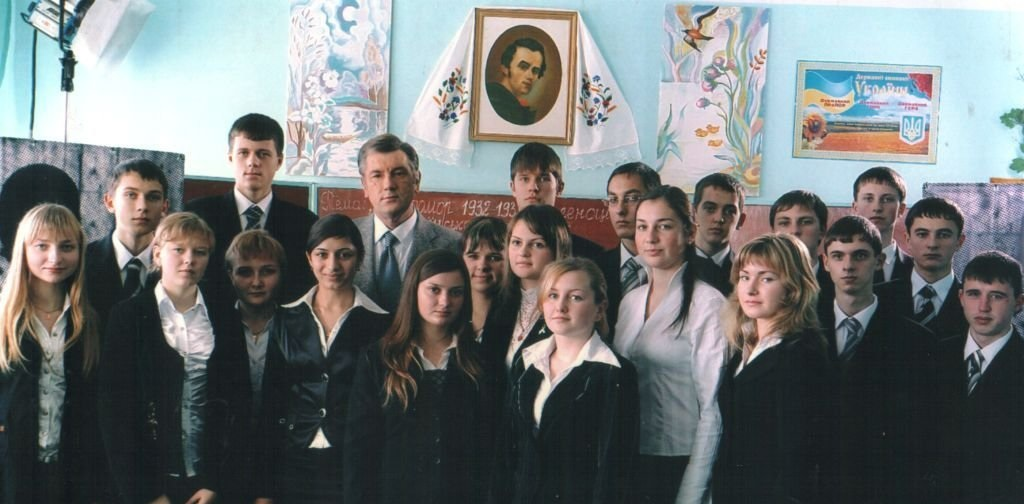
В.Ющенко з учнями Попільнянської гімназії № 1

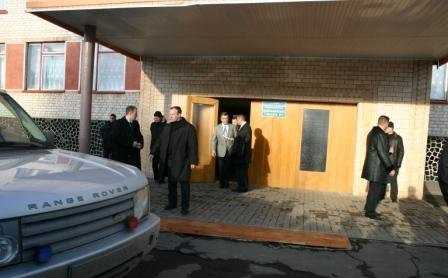

Під час робочої поїздки 20 листопада 2007 року в поминальний тиждень жертв Голодомору 1932—1933 років школу відвідав Президент України Віктор Ющенко. Президент взяв участь у молебні за загиблими під час Голодомору, а також відкрив пам'ятний знак жертвам Голодомору та політичних репресій в центрі Попільні, поруч зі Свято-Миколаївською церквою. Після цього був проведений відкритий урок пам'яті «Голодомор 1932—1933 років — геноцид українського народу» для учнів 11 класів.

## Персоналії
- Кваско Микола Зіновійович (нар. 3 грудня 1929) — заслужений працівник промисловості Української РСР, кандидат економічних наук, раціоналізатор.
- Кудря Наталія Іванівна — українська акторка, виступає в Київському національному театрі російської драми ім. Лесі Українки, народна артистка України.
- Панчук Май Іванович (нар. 01.05.1937 р.) — український учений, дослідник у галузі політичної історії України, проблем етнології та етнополітології.
- Щербатюк Роман Олексійович (5 серпня 1990 — 8 серпня 2014) — молодший сержант 26-ї Бердичівської окремої артилерійської бригади, учасник АТО. Загинув близько 1-ї години під час мінометного обстрілу позицій дивізіону в районі міста Амвросієвки (Донецька область).
- Фомічов Петро Ілліч (1915 — 11 листопада 1943) — лейтенант, командир вогневого взводу 1454-го самохідного артилерійського полку, Герой Радянського Союзу (1944). Загинув під час бою в смт Попільня.
- Яненко Микола Михайлович (нар. 07.10.1941) — письменник, автор багатьох збірок оповідань, лауреат літературних премій ім. М. Трублаїні та ім. Лесі Українки.